# Relazione (alpinismo)

Esempio di relazione di una via lunga d'arrampicata

La relazione, nel mondo dell'alpinismo e dell'arrampicata, è la descrizione di una via alpinistica in montagna, di una via lunga di arrampicata oppure è il termine usato per l'elenco delle vie di una falesia.
Le relazioni possono essere più o meno dettagliate a seconda delle intenzioni o anche solo della voglia di chi le redige. Sono spesso raccolte in libri che raccolgono le relazioni delle vie di una stessa area di arrampicata. Vengono utilizzate in fase preliminare per scegliere ed organizzare una salita e durante la salita stessa al fine di non perdersi sulla parete nel caso che la salita non sia del tutto evidente o presenti incroci con altre vie.

## Informazioni contenute in una relazione

### Informazioni grafiche
Le relazioni solitamente sono costituite da un disegno che rappresenta la parete d'interesse, su cui è rappresentata la linea della via da percorrere. Su di essa sono evidenziati i tratti caratteristici della via d'arrampicata, in modo da permettere di orientarsi e riconoscere i punti salienti. Solitamente sono indicate fessure, placche, diedri, tetti, strapiombi e cenge con adeguate simbologie, che differiscono da relazione a relazione. Sullo schizzo viene solitamente anche indicata la lunghezza dei tiri di corda che compongono la via lunga, la difficoltà dei singoli tiri (e talvolta delle sezioni più importanti del tiro di corda) e la via di discesa con le lunghezze delle calate in corda doppia.

### Informazioni verbali
Unita allo schizzo si può trovare anche una descrizione a parole della via nel suo complesso o dei singoli tiri. Altre informazioni che solitamente sono riportate verbalmente nelle relazioni riguardano la lunghezza complessiva della via, la sua esposizione al sole ed indicazioni sulla difficoltà complessiva della salita con l'indicazione del grado massimo e del grado obbligatorio da superare, nonché indicazioni sullo stato di chiodatura della via:
- interamente protetta: verrà indicata la tipologia delle protezioni.
- parzialmente protetta: saranno fornite indicazioni sul tipo di protezioni presenti e sulle protezioni che l'arrampicatore deve portare con sé e posizionare per arrampicare in sicurezza.
- completamente da proteggere: vi saranno indicazioni circa il materiale che l'arrampicatore deve avere con sé per salire in sicurezza la via.